# Рыбаков, Николай Фёдорович
Никола́й Фёдорович Рыбако́в (Миклай Рыбаков; 4 ноября 1932, Березники (Волжский район), Республика Марий Эл, РСФСР, СССР — 18 февраля 2004, Йошкар-Ола, Республика Марий Эл, Россия) — марийский советский и российский драматург, писатель, журналист, артист. Член Союза писателей СССР, лауреат премии Марийского комсомола им. Олыка Ипая (1974), лауреат Государственной премии МАССР (1978), заслуженный деятель искусств МАССР (1970), заслуженный работник культуры РСФСР (1980), народный писатель Республики Марий Эл (1996).

## Биография
Родился в деревне Березники (Пӧртанур) Волжского района Республики Марий Эл в крестьянской семье.
В 1948 году окончил Помарскую среднюю школу.
В 1952 году окончил Йошкар-Олинское музыкально-театральное училище имени И. С. Ключникова-Палантая по специальности артист.
С 1952 по 1957 год обучался на театроведческом факультете Ленинградского государственного театрального института имени А. Островского по специальности театровед.
Во время учёбы Николай Фёдорович также работал внештатным корреспондентом «Ленинградской правды».
Работал артистом мимического ансамбля Ленинградского академического малого оперного театра.
Скончался 18 февраля 2004 года в Йошкар-Оле. Похоронен на Туруновском кладбище.

### Карьера
- 1957—1968 — режиссёр, заместитель председателя Комитета по радиовещанию и телевидению при Совете Министров Марийской АССР.
- 1962—1966 — министр культуры МАССР.
- 1962—1966 — член Советского комитета солидарности со странами Азии и Африки.
- 1962—2004 — главный редактор журнала «Пачемыш».
- 1963—1990 — депутат Верховного Совета Марийской АССР пяти созывов.
- 1968 — председатель Госкомитета МАССР по радиовещанию и телевидению.
- 1972—1986 — председатель правления Марийского отделения Общества советско-венгерской дружбы.
- 1972—1988 — член Центрального совета Союза общества дружбы и культурных связей с зарубежными странами.
- 1983—1991 — председатель правления Союза писателей Марийской АССР / Марийской ССР.
- 1985—1990 — председатель Верховного Совета Марийской АССР.
- 1987—1991 — секретарь правления Союза писателей РСФСР.
- 1989—1992 — председатель правления общества «Марий Эл — Финляндия».
- 1991—1996 — Государственный секретарь Республики Марий Эл.

### Творчество
Миклай Рыбаков начал литературную деятельность с написания сатирических сценок и юмористических рассказов. В 1955 году в журнале «Ончыко» был опубликован рассказ «Кузе мый пирым пуштынам» («Как я убил волка»). Юмористические произведения были изданы в сборнике «Мик-Мек» в 1959 году. Драматургической деятельностью начал заниматься в 1960-е годы. В 1960 году на сцене Марийского драматического театра им. М. Шкетана был поставлен спектакль по его пьесе «Кок эрге» («Два сына»), описывающий колхозную жизнь. Его последующие пьесы были посвящены современности. Состоялись премьеры спектаклей по пьесам «Тошто таҥ» («Старый друг»), «Томаша» («Суета»), «Керемет корем воктене» («У чёртова оврага») и другие. В конце 1960-х — начале 1970-х годов большой успех М. Рыбакову принесла его драматическая трилогия «Салтак вате» («Солдатка»), «Кинде» («Хлеб»), «Онтон», рассказывающая о жизни марийской деревни в военные и послевоенные годы. За сорок с лишним лет творческой деятельности Миклай Рыбаков написал более двадцати пьес. Все они с успехом шли на сцене театра им. М. Шкетана: «Яблонька у оврага», «Старый друг», «Моркинские напевы», «Переполох» и многие другие. Наиболее значительное произведение Николая Фёдоровича — драматическая трилогия «Солдатка», «Хлеб», «Онтон». За эту трилогию ему присуждена премия марийского комсомола имени Олыка Ипая. Им издана более десяти одноактных пьес. Широко известен он и как прозаик — сборники его рассказов являются библиографической редкостью. Для детей были написаны сказки «Волшебные гусли», «Меч Онара». Его произведения изданы на русском, татарском, башкирском, чувашском, финском, венгерском, киргизском языках. Художественный очерк «Марийская земля» («Мап РуМуп») издан отдельной книгой в 1973 году в Венгрии.

#### Литературные произведения
1. «Мик-Мек: мыскара ойлымаш ден сценка-влак» (Мик-Мек, юмористические рассказы и сценки). Йошкар-Ола, 1959. 64 с.
2. «Ачамын йӧратыме мурыжо : ойлымаш-влак» (Любимая песня отца, рассказы). Йошкар-Ола, 1968. 120 с.
3. «Волшебный кӱсле : йоча-влаклан 3 кыдежан йомак-пьеса» (Волшебные гусли, пьесы для детей). Йошкар-Ола, 1969. 36 с.
4. «Кинде: пьеса-влак» (Хлеб, пьесы). Йошкар-Ола, 1973. 212 с.
5. «Чодыра мӱй : пьеса-влак» (Лесная сказка, пьесы). Йошкар-Ола, 1982. 268 с.
6. «Томаша: комедий» // Ончыко. 1985. № 5. С. 8—41.
7. «Венгр рапсодий» (Венгерская рапсодия, драма) // Кугу толкын : марий драматургийын антологий. Йошкар-Ола, 1987. С. 291—348.
8. «Яндиар ден Шымавий: кум йомак-пьеса» (Яндиар и Шымавий, пьесы-сказки). Йошкар-Ола, 1990.160 с.
9. «Оза вате: пьеса-влак» (Хозяйка, пьесы). Йошкар-Ола, 1992. 352 с.
10. «Чумырен лукмо ойпого : кум том дене савыкталтеш» (Собрание сочинений в 3 т.). Йошкар-Ола, 2008.

#### Театральные постановки
1. «Кок эрге» (Два сына, комедия, Марийский театр, 1960 год).
2. «Керемет корем воктене» (У чёртова оврага, драма, Марийский театр, 1962 год).
3. «Тошто таҥ» (Старый друг, драма, Марийский театр, 1965 год).
4. «Салтак вате» (Солдатка, драма, Марийский театр, 1969 год).
5. «Кинде» (Хлеб, драма, Марийский театр, 1970 год).
6. «Волшебные гусли» (сказка, Русский театр, 1971 год).
7. «Онтон» (драма, Марийский театр, 1972 год).
8. «Морко сем» (Моркинские напевы, драма, Марийский театр, 1975, 1995 годы).
9. «Шайра Майра» (Майра из Шайры, комедия, (Марийский театр, 1977 год).
10. «Чодыра мӱй» (Дикий мёд, драма, Марийский театр, 1980 год).
11. «Венгр рапсодий» (Венгерская рапсодия, драма, Марийский театр, 1934 год).
12. «Легенда лесного края» (Русский театр, 1984 год).
13. «Томаша» (Переполох, комедия, Марийский театр, 1985 год).
14. «Оза вате» (Хозяйка, драма, Марийский театр, 1986 год).
15. «Эргымлан кузык» (Приданое для сына, драма, Марийский театр, 1988 год; Марийский театр юного зрителя, 1992 год).
16. «Онарын кердыже» (Меч Онара, сказка, Марийский театр, 1989 год).
17. «Мокмыр» (Похмелье, фантасмагория, Марийский театр, 1990 год).
18. «Яндарден Шымавий» (сказка, Марийский театр юного зрителя, 1992 год).
19. «Юзо кӱсле» (Волшебные гусли, сказка, Марийский театр юного зрителя, 1996 год).
20. «Окса мешак» (Мешок денег, комедия, Марийский театр юного зрителя, 1997 год).

### Награды
- 1970 год — заслуженный деятель искусств Марийской АССР.
- 1975 год — лауреат Государственной премии Марийской АССР.
- 1980 год — заслуженный работник культуры РСФСР.
- 1980 год — лауреат премии Марийского комсомола им. Олыка Ипая.
- 1984 год — награждён орденом «Знак Почёта».
- 1996 год — народный писатель Марий Эл.

## Память
- 11 сентября 2008 года в рамках Х Международного конгресса финно-угорских писателей на доме № 173 по ул. Советской в г. Йошкар-Оле, где жил писатель М. Рыбаков в 1985—2004 годах, была установлена мемориальная доска[1].